# 埃米爾·傑寧斯
埃米爾·傑寧斯（德語：Emil Jannings，1884年7月23日—1950年1月2日），瑞士出生的德國／奧地利演員。埃米爾·傑寧斯是首位奧斯卡金像獎最佳男主角獎得主，亦是1937年的威尼斯影展影帝。時至今日仍是唯一一位德國演員獲得奧斯卡最佳男主角獎。
埃米爾·傑寧斯最著名的作品是與F·W·穆瑙和約瑟夫·馮·斯登堡的合作，包括1930年與瑪蓮娜·迪特利希合作的電影《藍天使》。《藍天使》是埃米爾·傑寧斯在有聲電影這一新媒介中為自己贏得一席之地的作品，但瑪蓮娜·迪特利希卻搶走了風頭。由于参演了许多纳粹的宣传电影，导致他战后失业。

## 生平
1933年，納粹黨奪取德國政權後，埃米爾·傑寧斯繼續為納粹電影服務。在納粹德國，他主演了幾部旨在宣傳納粹主義的電影，特別是透過展示不屈不撓的歷史人物來宣傳元首原則，如1934年維特·哈蘭執導的《老國王與年輕國王》、1937年《統治者》、1939年《羅伯特·科赫》、1941年《克魯格叔叔》和《俾斯麥的解職》。他也在古斯塔夫·烏西基 (Gustav Ucicky) 執導的《破碎的壺》 (The Broken Jug) 中扮演角色。宣傳部長約瑟夫·戈培爾稱埃米爾·傑寧斯是「國家藝術家」 (Staatsschhauspieler)。
他的最後一部電影《Wo ist Herr Belling?》的拍攝正在進行中。 1945年春，盟軍進入德國，計畫被迫中止。據報道，埃米爾·傑寧斯隨身攜帶著奧斯卡小金人，以證明他曾與好萊塢有過合作。然而，他積極參與納粹宣傳，這意味著他必須接受去納粹化，從而實際上結束了他的職業生涯。
在同一時期，瑪蓮娜·迪特利希成為美國公民和有影響力的反納粹活動家，在戰爭期間的大部分時間為前線部隊提供娛樂，並代表戰略情報局進行廣播。瑪蓮娜·迪特利希尤其厭惡埃米爾·傑寧斯與納粹的關係，後來她稱這位前搭檔為「業餘演員」。
第二次世界大戰結束後，他因與納粹政府合作而名譽受損，因此再也沒有當過演員。

## 演出
- 《最后命令》（The Last Command）
- 《众生之路（英语：The Way of All Flesh (1927 film)）》（The Way of All Flesh）
- 《世界之王》（Der Herrscher）